# La Grande vadrouille
La Grande vadrouille (em inglês:  Don't Look Now, We've Been Shot at; br: A Grande Escapada; pt: A Grande Paródia) é um filme franco-britânico de 1966, gênero comédia, dirigido por Gérard Oury.
O enredo se passa na 2ª Guerra Mundial e conta a história de três pilotos ingleses que, após bombardear a Alemanha, são atingidos quando sobrevoavam a França e obrigados a saltar em território ocupado por alemães. No solo, recebem ajuda de um pintor e de um maestro muito irritadiço para tentar chegar à França não ocupada e escapar dos alemães.

## Elenco principal
- Bourvil.... Augustin Bouvet
- Louis de Funès.... Stanislas Lefort
- Terry-Thomas.... Sir Reginald ("Bigodudo")
- Claudio Brook.... Peter Cunningham
- Mike Marshall.... Alan MacIntosh
- Marie Dubois.... Juliette
- Pierre Bertin.... avô de Juliette
- Andrea Parisy.... irmã Marie-Odile
- Mary Marquet.... madre-superiora
- Benno Sterzenbach.... major Aschbach
- Paul Préboist.... pescador